# Índice de pobreza
El Índice de pobreza humana (también conocido como indicadores de pobreza) es un parámetro estadístico desarrollado por la Organización de las Naciones Unidas (ONU) en 1997 para medir el nivel de vida de los países que, según esa organización, refleja mejor el nivel de privación, en comparación con el índice de desarrollo humano.

## Índice de pobreza multidimensional
Desde 2010, el nuevo Índice de pobreza multidimensional (IPM) o Multidimensional Poverty Index (MPI) suplanta a los índices de pobreza humana (IPH e IPH-1/IPH-2):
- IPH - Índice de pobreza o indicador de pobreza
- IPH 1 - Índice de pobreza humana para países en desarrollo (IPH-1, elaborado a partir de 1998).
- IPH 2 - Índice de pobreza humana para países de la OCDE seleccionados (IPH-2, elaborado a partir de 1998).

## El índice de pobreza en los países en vías de desarrollo
El informe de desarrollo humano define este indicador como “un indicador compuesto que mide las privaciones en tres dimensiones básicas del índice de desarrollo humano: una vida larga y saludable, conocimiento, y un estándar decente de vida”. La fórmula para calcularlo es:
| Símbolo                        | Nombre |
| ------------------------------ | --- |
| {\displaystyle {\text{HPI-1}}} | Índice de pobreza en los países en vías de desarrollo                                                                   |
| {\displaystyle P_{1}}          | Probabilidad al nacer de no sobrevivir la edad de 40 (100X)                                                             |
| {\displaystyle P_{2}}          | Tasa de analfabetismo adulto                                                                                            |
| {\displaystyle P_{3}}          | Promedio no ponderado de la población sin acceso sostenible a una fuente de agua tratada y niños bajo peso para la edad |
| {\displaystyle \alpha }        | {\displaystyle \alpha =3}                                                                                               |

## Índice de pobreza humana para los países de la OECD
El informe de desarrollo humano define este indicador como “un indicador compuesto que mide las privaciones en tres dimensiones básicas del índice de desarrollo humano: una vida larga y saludable, conocimiento, y un estándar decente de vida – además de capturar de la medida de exclusión social”. La fórmula para calcularlo es:
| Símbolo                        | Nombre                                                                                         |
| ------------------------------ | ---------------------------------------------------------------------------------------------- |
| {\displaystyle {\text{HPI-2}}} |                                                                                                |
| {\displaystyle P_{1}}          | Probabilidad al nacer de no sobrevivir la edad 60 (100x)                                       |
| {\displaystyle P_{2}}          | Tasa de analfabetismo adulto                                                                   |
| {\displaystyle P_{3}}          | Población por debajo de la línea de pobreza (50% de la mediana del ingreso por hogar ajustado) |
| {\displaystyle P_{4}}          | Tasa de desempleo de largo plazo (más de 12 meses sin trabajo)                                 |
| {\displaystyle \alpha }        | {\displaystyle \alpha =3}                                                                      |

El último informe producido en 2006 solamente presenta 18 de los 21 países con el mayor índice de desarrollo humano. La clasificación se da a continuación, con aquellos países con el más bajo índice de pobreza al extremo superior de la tabla: [cita requerida]
| Orden | País           | IPH-2 | Probabilidad al nacer de no sobrevivir la edad 60 (%) | Tasa de analfabetismo adulto (%) | Desempleo de largo plazo (%) | Población por debajo del 50% de la mediana del ingreso (%) |
| ----- | -------------- | ----- | ----------------------------------------------------- | -------------------------------- | ---------------------------- | ---------------------------------------------------------- |
| 1     | Suecia         | 4.5   | 6.2                                                   | 7.5                              | 1.0                          | 10.10                                                      |
| 2     | Noruega        | 7.20  | 8.4                                                   | 7.6                              | 0.4                          | 6.4                                                        |
| 3     | Suiza          | 8,8   | 8.8                                                   | 16                               | 0.6                          | 5.6                                                        |
| 4     | Países Bajos   | 8.6   | 8.7                                                   | 10.5                             | 2.5                          | 7.3                                                        |
| 5     | Finlandia      | 8.2   | 9.7                                                   | 10.6                             | 2.1                          | 5.4                                                        |
| 6     | Dinamarca      | 8.4   | 10.4                                                  | 9.6                              | 1.3                          | -                                                          |
| 7     | Alemania       | 10.3  | 8.8                                                   | 14.74                            | 5.0                          | 8.3                                                        |
| 8     | Canadá         | 10.9  | 8.1                                                   | 14.8                             | 0.7                          | 11.4                                                       |
| 9     | Luxemburgo     | 11.1  | 9.7                                                   | 8.7                              | 1.2                          | 6.9                                                        |
| 10    | Francia        | 11.4  | 9.08                                                  | 10.1                             | 4.43                         | 8.05                                                       |
| 11    | Japón          | 11.7  | 7.1                                                   | -                                | 1.5                          | 11.8                                                       |
| 12    | Bélgica        | 12.4  | 9.4                                                   | 18.4                             | 4.3                          | 7.0                                                        |
| 13    | Estados Unidos | 12.6  | 8.7                                                   | -                                | 3.0                          | 20.20                                                      |
| 14    | Australia      | 12.8  | 7.7                                                   | 17.0                             | 0.9                          | 14.3                                                       |
| 15    | Reino Unido    | 14.8  | 8.7                                                   | 21.8                             | 1.1                          | 12.4                                                       |
| 16    | España         | 15.3  | 8.8                                                   | 11.0                             | 0.6                          | 9.0                                                        |
| 17    | Irlanda        | 16.1  | 8.7                                                   | 22.6                             | 1.5                          | 16.5                                                       |
| 18    | Italia         | 29.9  | 7.8                                                   | 47.0                             | 4.0                          | 12.7                                                       |

Nótese que no todos los países están incluidos en la lista debido a que los indicadores no siempre están disponibles. Si estos se incluyeran, las posiciones en la tabla podrían variar.